# Chari Jazz
 (décembre 2024).
Chari Jazz est un groupe de musique tchadien.

## Histoire
Il est fondé en 1964 par Naïmou Mbaïtoloum à Fort-Archambault. Son premier nom est Star Jazz band.
Ce groupe est par la suite parrainé par le président François Tombalbaye, qui le rebaptise Chari Jazz.